# Punta d'Andolla
La punta d'Andolla ou pizzo d'Andolla, est un sommet des Alpes valaisannes, à la frontière entre l'Italie et la Suisse. Il culmine à 3 656 mètres d'altitude.

## Géographie
La punta d'Andolla se situe au fond du Saastal, sur sa rive droite au-dessus de Saas-Fee. Il fait partie de l'arête Portjengrat. Son versant nord-est se trouve au fond de la vallée du Grosses Wasser, un affluent de la Diveria. Son versant sud-est appartient à la vallée du Loranco, sous-affluent du Toce.